# 自由飞翔
《自由飞翔》是中国大陆音乐组合凤凰传奇第二张专辑《吉祥如意》的主打歌，张超填词作曲，2007年7月7日由孔雀唱片发行。该歌曲参加了农历2008年的中国中央电视台元宵晚会。